# Euploea trimenii
Euploea trimenii är en fjärilsart som beskrevs av Felder 1865. Euploea trimenii ingår i släktet Euploea och familjen praktfjärilar. Inga underarter finns listade i Catalogue of Life.